# Francisco de Asís Vidal y Barraquer
Francisco de Asís Vidal y Barraquer (Cambrils, 3 ottobre 1868 – Friburgo, 13 settembre 1943) è stato un cardinale e arcivescovo cattolico spagnolo.

## Biografia
Nel 1913 fu consacrato vescovo titolare di Pentacomia e l'anno successivo nominato amministratore apostolico della diocesi di Solsona.
Nel 1919 fu traslato alla sede arcivescovile di Tarragona.
Papa Benedetto XV lo elevò al rango di cardinale nel concistoro del 7 marzo 1921.
Nel 1936 durante la Guerra civile spagnola furono assassinati il vescovo ausiliare Manuel Borràs, 136 sacerdoti sui 404 sacerdoti dell'arcidiocesi e molti altri fra religiosi e laici. 
Il cardinale per sfuggire alle violenze anticlericali dovette fuggire da Tarragona e dopo varie peripezie, con l’aiuto della Generalitat, si imbarcò il 31 luglio 1936, dapprima sull’incrociatore
italiano Fiume, poi sul Muzio Attendolo, entrambi all’ancora nel porto di Barcellona. A bordo di quest'ultimo giunse il giorno successivo a La Spezia.
Tuttavia, nel 1937 l'arcivescovo cardinale Vidal y Barraquer, che aveva precedentemente rifiutato un'onorificenza della repubblica, non firmerà la lettera pastorale dei vescovi spagnoli a favore di Francisco Franco. Dal 1939 fino alla sua morte, il cardinale fu in esilio e la sede rimase senza pastore.
Morì il 13 settembre 1943 in Svizzera all'età di 74 anni.

## Genealogia episcopale e successione apostolica
La genealogia episcopale è:
- Cardinale Scipione Rebiba
- Cardinale Giulio Antonio Santori
- Cardinale Girolamo Bernerio, O.P.
- Arcivescovo Galeazzo Sanvitale
- Cardinale Ludovico Ludovisi
- Cardinale Luigi Caetani
- Cardinale Ulderico Carpegna
- Cardinale Paluzzo Paluzzi Altieri degli Albertoni
- Papa Benedetto XIII
- Papa Benedetto XIV
- Papa Clemente XIII
- Cardinale Bernardino Giraud
- Cardinale Alessandro Mattei
- Cardinale Pietro Francesco Galleffi
- Cardinale Giacomo Filippo Fransoni
- Cardinale Carlo Sacconi
- Cardinale Edward Henry Howard
- Cardinale Mariano Rampolla del Tindaro
- Cardinale Gregorio María Aguirre y García, O.F.M.
- Arcivescovo Antolín López y Peláez
- Cardinale Francisco de Asís Vidal y Barraquer

La successione apostolica è:
- Vescovo Miguel de los Santos Serra y Sucarrats (1923)
- Cardinale Isidro Gomá y Tomás (1927)
- Vescovo Juan (Matías) Solá y Farrell, O.F.M.Cap. (1931)
- Vescovo José Cartaña y Inglés (1934)
- Vescovo Manuel Borras y Ferré (1934)